# Antoine Pesne
Antoine Pesne est un peintre rococo français né le 23 mai 1683 à Paris et mort le 5 août 1757 à Berlin.

## Biographie
Fils du portraitiste Thomas Pesne et d'Hélène de La Fosse, neveu du graveur Jean Pesne, son père, après lui avoir donné les premières leçons de son art, le plaça comme élève chez son grand-oncle Charles de La Fosse, qui lui apprit les principes du coloris. Antoine Pesne étudia le dessin sur modèle à l'Académie.
En 1707, il quitta Paris pour faire le voyage d’Italie. Il alla d’abord à Rome, puis à Naples. Le désir d’étudier les grands coloristes de Venise le conduisit dans cette ville, où il se lia notamment avec Andrea Celesti et étudia pendant quelques années les ouvrages du Titien et de Véronèse, perfectionnant ses qualités de coloriste, au point de se faire considérer comme un des meilleurs artistes de cette ville.
II fut très occupé à faire le portrait des premiers personnages de la république de Venise. Outre le genre du portrait, il pratiquait également le genre de la peinture d’histoire, qu’il exécutait avec un pinceau aisé, une belle couleur et une exacte correction de dessin.

En 1707, il peignit, à Venise, le baron de Kniphausen qui, de retour à Berlin, montra au roi de Prusse Frédéric-Guillaume Ier, qui l’appela aussitôt auprès de lui en qualité de peintre de la cour et lui fit une pension honorable. Antoine Pesne se mit alors en route pour Berlin avec son beau-père, le peintre Jean-Baptiste Gayot Dubuisson, deux sœurs et trois frères de sa femme. Vers 1720, il fut nommé premier peintre du roi de Prusse. Le successeur de Frédéric-Guillaume, Frédéric II, lui conserva ses faveurs et le traita avec une faveur particulière, l’honorant de ses bienfaits, lui disant dans une épître : 
Quel spectacle étonnant vient de frapper mes yeux !

 Cher Pesne, ton pinceau t’égale au rang des dieux.
Ceci fera écrire à Voltaire, dans une lettre adressée de Berlin, le 2 septembre 1751, à madame Denis « Ce Pesne est un homme qu’il ne regarde pas. Cependant c’est le cher Pesne, c’est un Dieu. Il pourrait bien en être de même de moi ; c’est-à-dire pas grand-chose. »

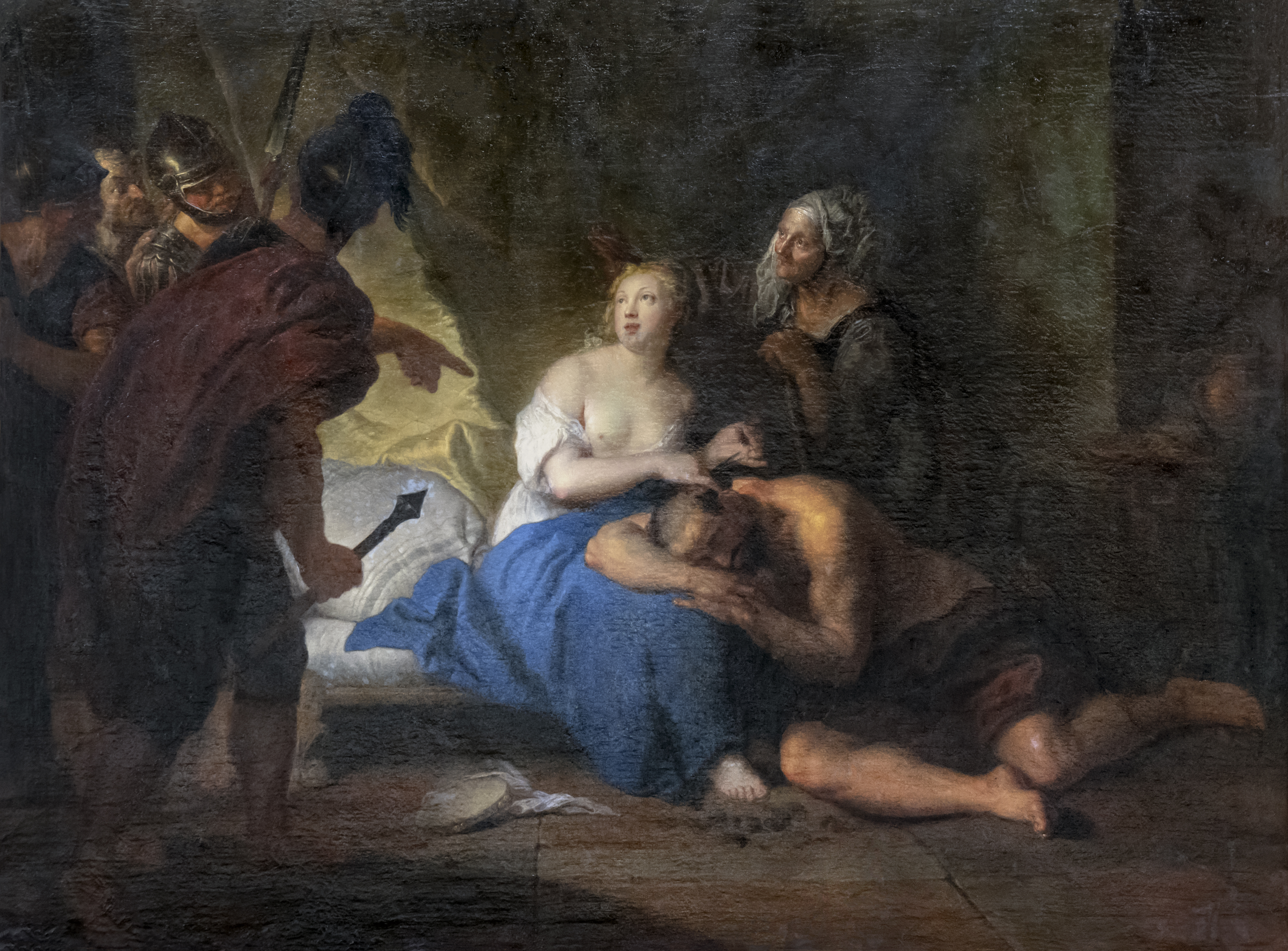
Samson et Dalila, musée des Beaux-Arts de Carcassonne.

En 1720, Pesne fut reçu à l’Académie Royale de Paris avec, comme morceau de réception, Samson et Dalila (musée des Beaux-Arts de Carcassonne).
Philippe Mercier, Anna Dorothea Therbusch, Johann Rudolf Dälliker ou Bernhard Rode furent au nombre de ses élèves.

## Œuvre
Pesne réalisa un nombre considérable de portraits à la cour de Prusse. Pendant le règne de Frédéric-Guillaume, il n’a peint que des portraits considérés comme d’une très grande beauté. D’Argens a écrit que, en parlant du portrait du baron de Knobelsdorf, placé à côté d’un beau Rembrandt, le tableau de Pesne effaçait le Rembrandt. « Il est vrai, ajoute-t-il, que les portraits de Pesne sont supérieurs à ses tableaux d’histoire : il y a dans ses portraits, j’ose le dire, une couleur plus vraie que dans ceux de Rigaud, une vigueur qui a manqué très souvent à ceux de Largillière, une noblesse qu’on ne trouve pas dans ceux de Rembrandt. On peut se convaincre de ce que je dis ici, en examinant attentivement la famille du baron d’Erlach : ce tableau, haut de dix pieds, large de douze, contient cinq personnes de grandeur naturelle. Le baron d’Erlach est peint droit en habit antique, tel que le portait autrefois le colonel des Suisses ; sa femme est assise entourée de deux jeunes filles et d’un garçon. Le fond du tableau représente une chambre ornée de meubles précieux. Ce tableau rassemble tout à la fois les qualités d’un très beau tableau d’histoire et celles des plus excellents portraits. Un seigneur anglais voulait en donner 20 000 livres. »
Pesne peignit plus tard un grand nombre de tableaux d’histoire parmi lesquels on cite : une Suzanne au bain (à la galerie du palais de Berlin), cinq grands tableaux sur des sujets de métamorphoses, dans le salon des concerts à Sans-Souci, trois tableaux à l’église catholique de Potsdam, une Femme masquée et à côté d’elle une vieille, à Charlottenbourg, le Christ à table avec les disciples d’Emmaüs, une Vestale, au palais du prince Henri, l’Histoire de Samson et Davila chez Falbe.
Il a également réalisé un grand nombre de plafonds de sujet mythologique et allégorique d’un coloris frais du gout de l’école vénitienne. À Charlottenburg, il a représenté au plafond du grand salon le Festin des Dieux. Il a peint encore dans ce palais, au plafond de la salle à manger, Junon, Minerve et Vénus conduites à Paris par Mercure, au plafond du grand escalier, Prométhée dérobant le feu du ciel, au plafond d’une chambre, Apollon et les Muses, aux plafonds de deux cabinets, l’Aurore ; Vénus ordonnant à Cupidon de décocher une flèche, au plafond de la bibliothèque, Minerve et la Poésie. Il a fait encore le plafond du grand escalier de marbre à Potsdam, un plafond au château de Rheinsberg, un autre à Sans-Souci, à la salle des Concerts.
Pesne termina ses jours, après une résidence à Berlin d’environ trente années, avant de terminer l’Enlèvement d’Hélène qu’il faisait pour le roi de Prusse. Son élève, Bernhard Rode, finit les deux figures qu’il n’avait pu achever.
Pesne est également connu pour ses portraits d’actrices et danseuses françaises et italiennes de l’Opéra de Berlin, dont la Barberina. Wille a réalisé une gravure de son Portrait de Frédéric II, roi de Prusse, vu à mi-corps, un chapeau sur la tête.

## Galerie

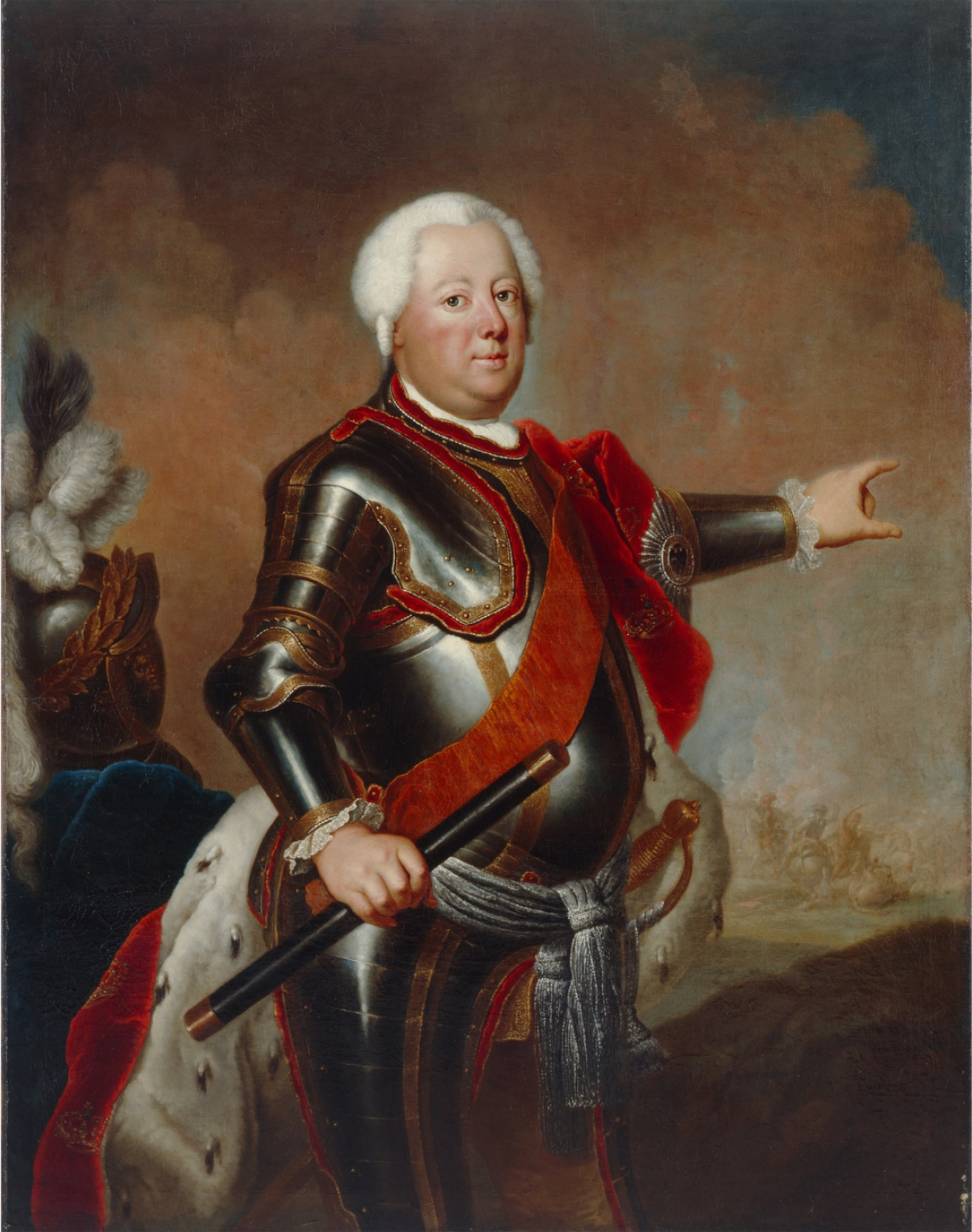
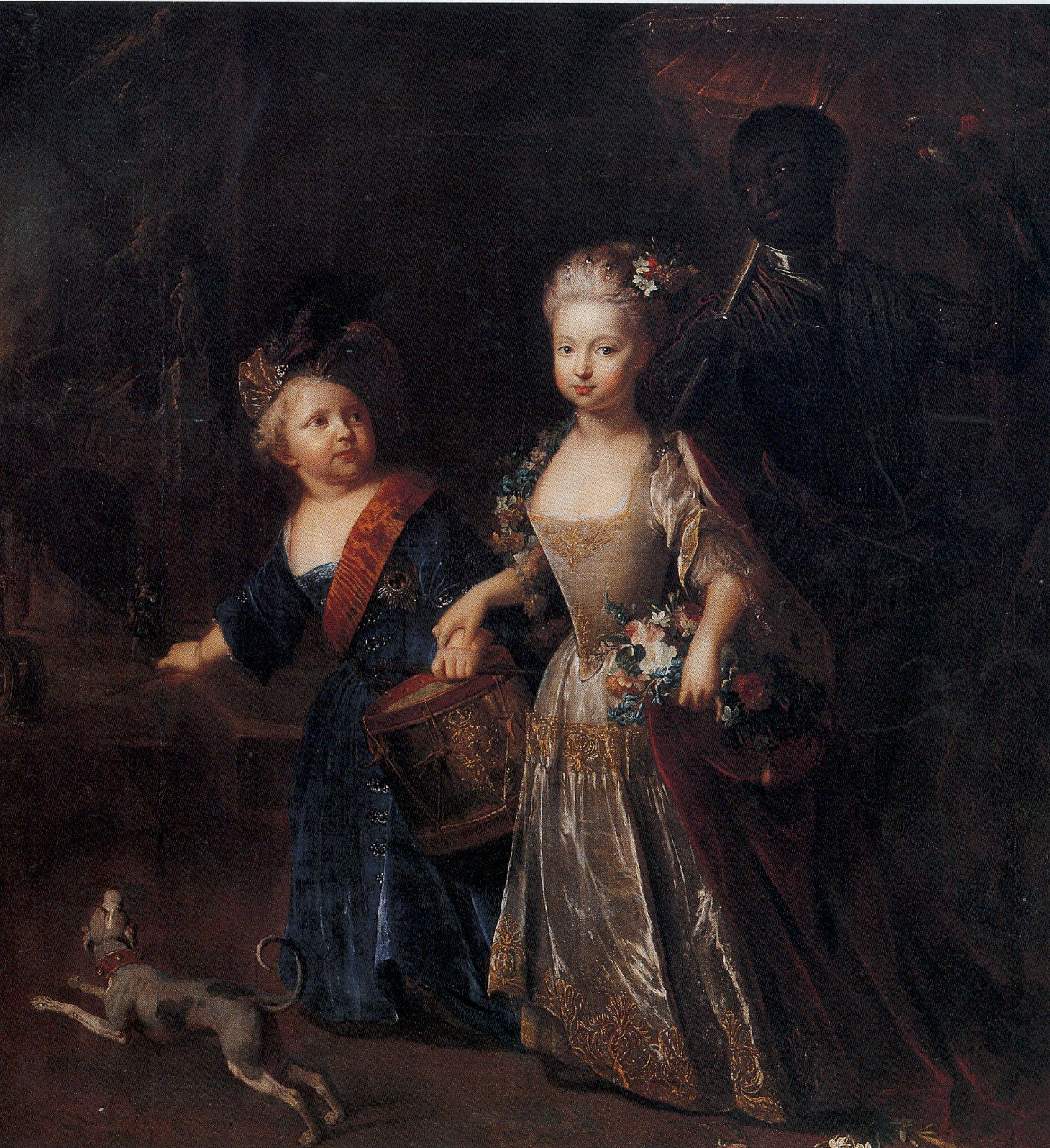
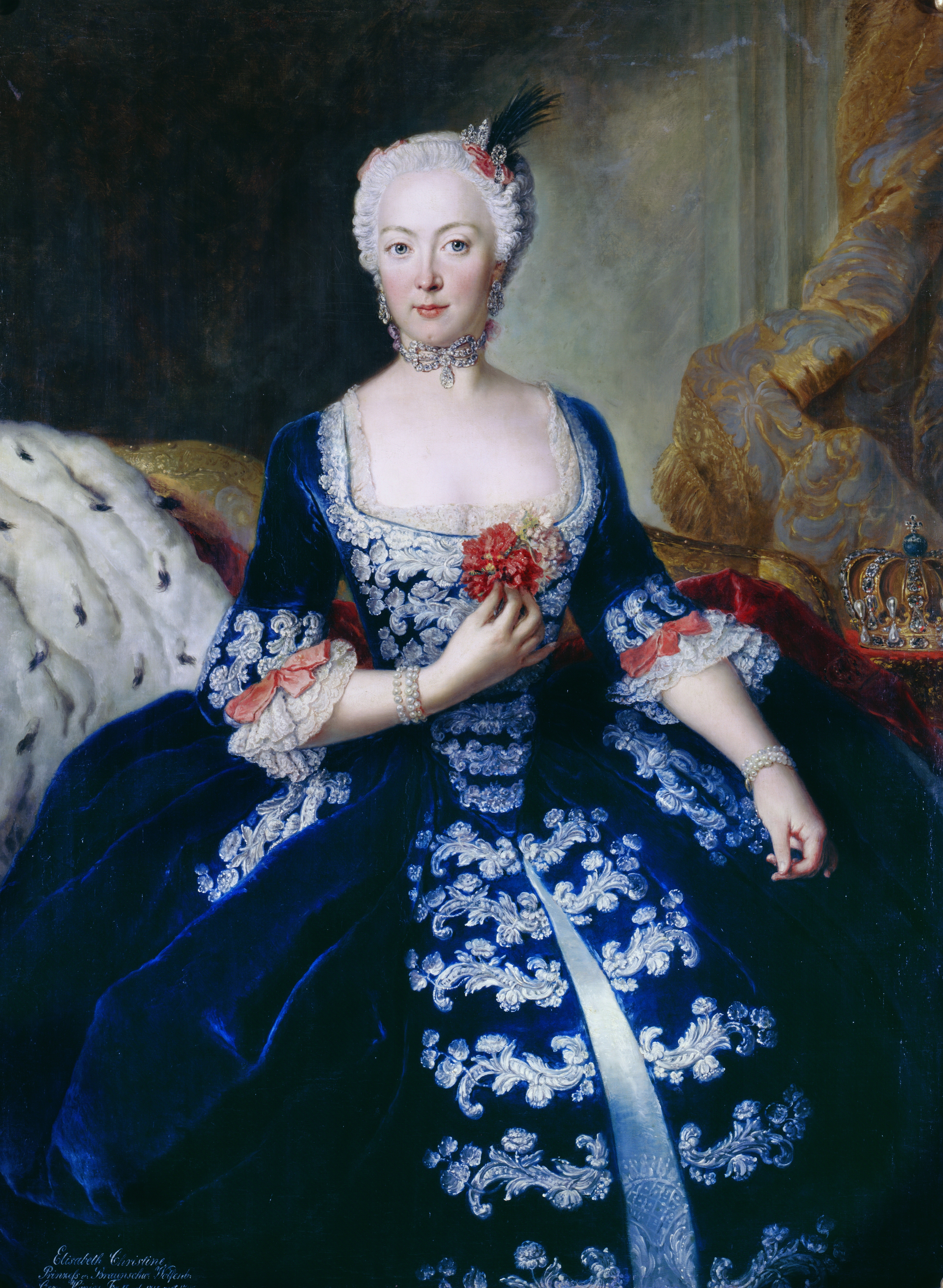
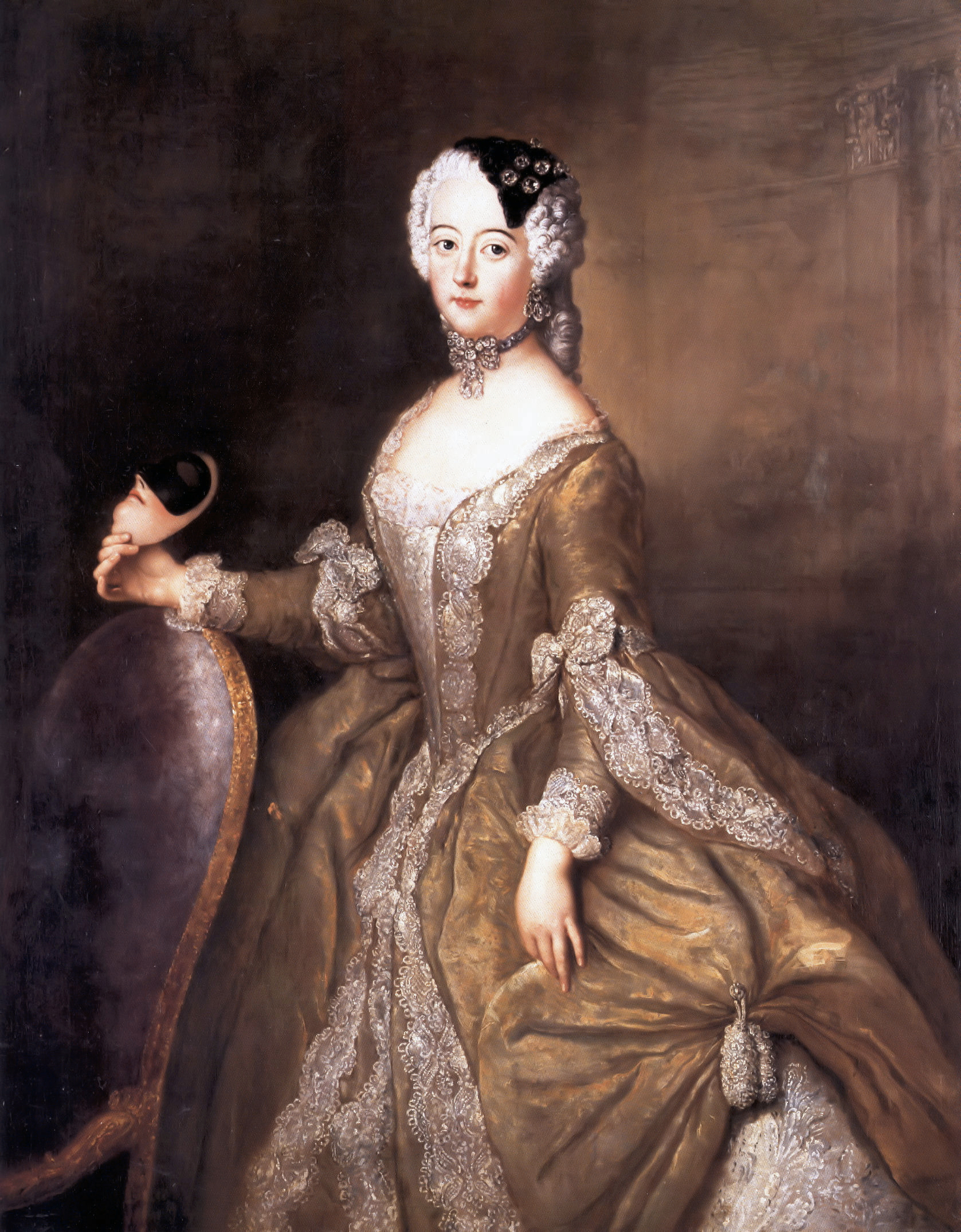
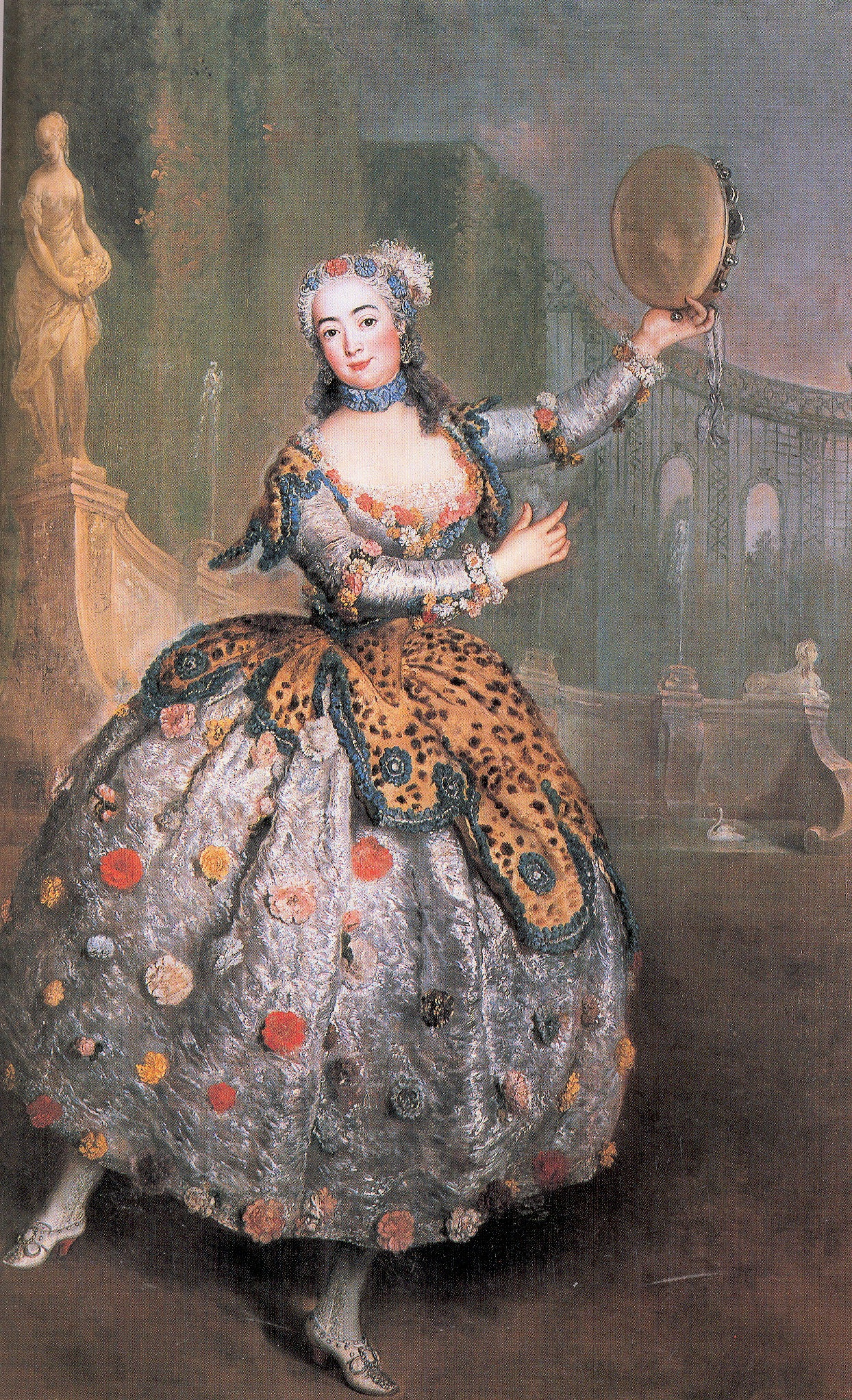
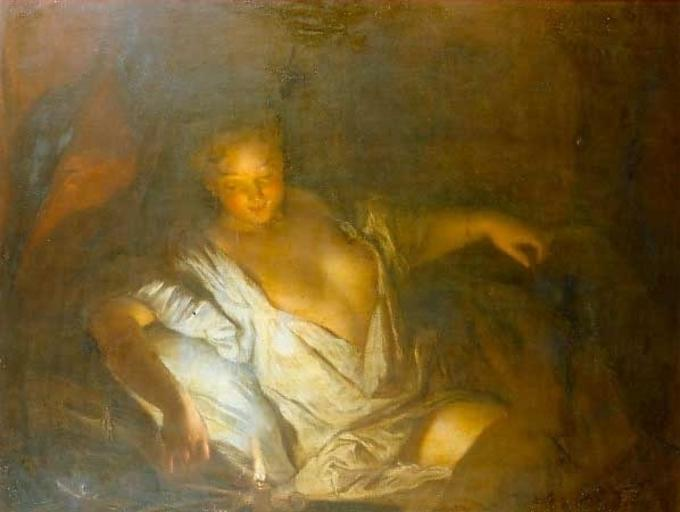

## Œuvres
- Autoportrait avec les filles de l’artiste, 1718, Neues Palais, Potsdam.
- Portrait de Jean Mariette, 1723, musée Carnavalet.
- Frédéric le Grand en dauphin, 1739-1740, Gemäldegalerie, Berlin.
- La Barberina, vers 1745, huile sur toile, château de Charlottenburg, Berlin.
- Portrait de Lord Keith, Scottish National Portrait Gallery, Édimbourg.
- Portrait du peintre et de ses filles, Gemäldegalerie, Berlin.
- Portrait de Nicolas Vleughels, interprété en gravure par Edme Jeaurat.
- Portrait d'homme, huile sur toile, 149,5 x 115 cm, musée des beaux-arts de Brest[4].